# جوديث وينسور سميث
جوديث وينسور سميث (بالإنجليزية: Judith Winsor Smith)‏ هي ناشطة حق المرأة بالتصويت ‏ وسفرجات أمريكية، ولدت في 26 نوفمبر 1821 في مارشفيلد في الولايات المتحدة، وتوفيت في 12 ديسمبر 1921 في بوسطن في الولايات المتحدة.